# Biensdorf (Liebstadt)
Biensdorf ist ein Ortsteil der sächsischen Stadt Liebstadt im Landkreis Sächsische Schweiz-Osterzgebirge.

## Geografie
Biensdorf liegt auf dem Höhenzug zwischen Seidewitz und Müglitz etwa 5 km nördlich von Liebstadt.

### Nachbarorte
| Mühlbach      | Burkhardswalde                              |               |
|               | Kompassrose, die auf Nachbargemeinden zeigt | Nentmannsdorf |
| Großröhrsdorf |                                             | Lochau        |

## Geschichte

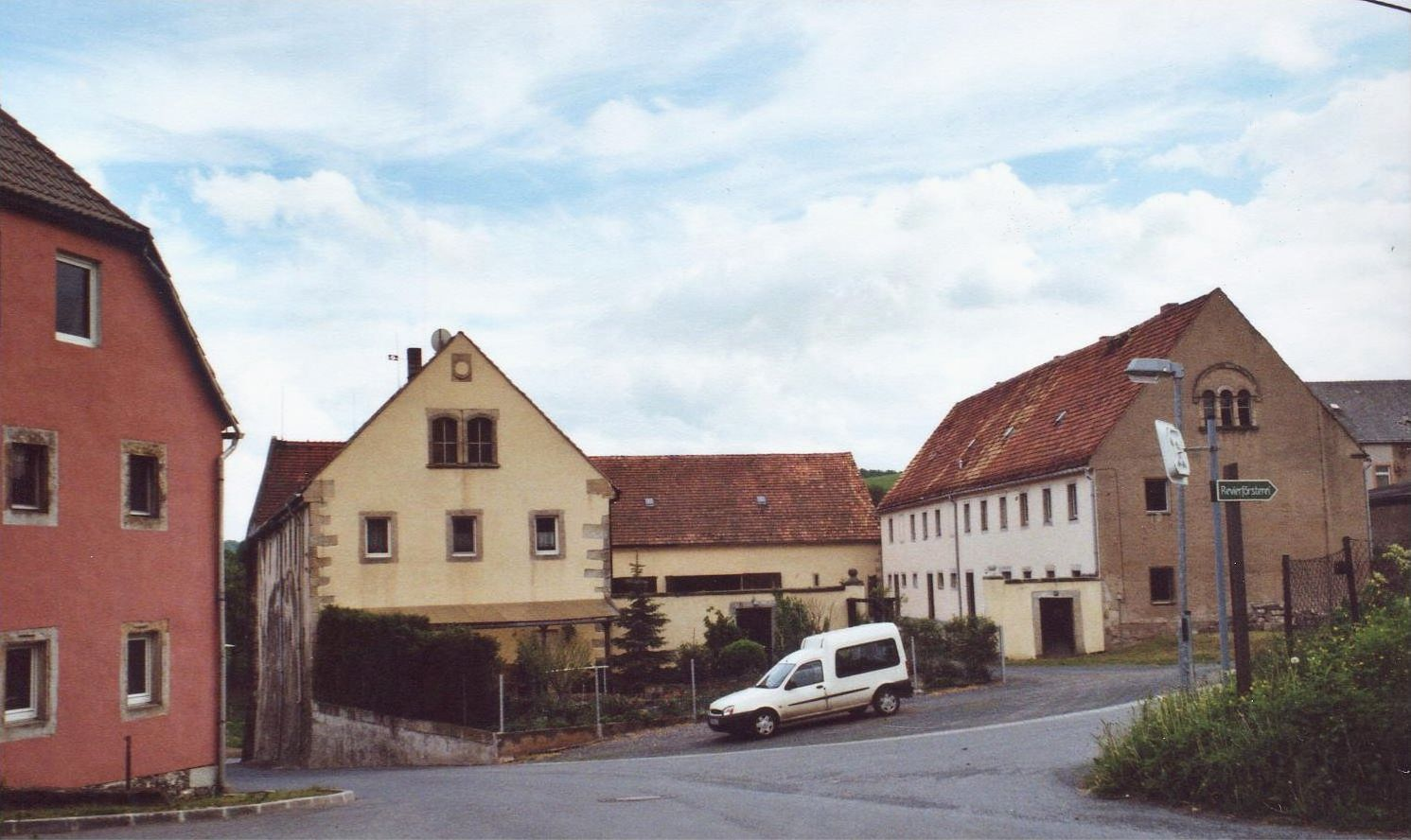
Dreiseithof in Biensdorf

Der Ort ist seit 1950 ein Ortsteil von Großröhrsdorf, welches wiederum seit 1994 zu Liebstadt gehört. Die urkundliche Ersterwähnung von Biensdorf erfolgte 1347 als Behemersdorf. Aus der nachfolgenden Zeit sind u. a. die Schreibweisen Behemstorff (1404), Behmistorff (1448), Bemestorff (1465), Bemßdorff (1504), Binsdorff (1529), Biensdorff (1658) und Bünßdorff (1677) überliefert.
Von der Anlage her handelt es sich um ein platzartiges Reihendorf mit Waldhufenflur, wobei MEICHE (1927) im Ortskern ein slawisches Sackgassendorf zu erkennen glaubt. Zu Biensdorf gehört weiterhin das ehemals eigenständige Dorf Lochau, eine kleine aus drei Höfen bestehende Siedlung im Tal des von Biensdorf zur Seidewitz hin abfallenden Lochaugrundes (Biensdorfer Tälchen). Auch eine im Seidewitztal gelegene Häusergruppe ist Bestandteil des Ortes. Ihre Entstehung kann im Zusammenhang mit den sich unmittelbar östlich anschließenden und über Nentmannsdorf bis Borna erstreckenden Kalklagern gesehen werden. Die Ortslage im steil und kurz abfallenden Lochaugrund erforderte bei den sich in Hanglage befindlichen Bauernhöfen starke, teils mehrere Meter mächtige Fundamentverstärkungen.
Wirtschaftliche Grundlage von Biensdorf war einerseits die Landwirtschaft, davon zeugen noch heute einige gut erhaltene Dreiseithöfe. Andererseits waren Kalkabbau und -verarbeitung bedeutsam.
Die hier zu Tage tretenden Kalkvorkommen sind Teil eines Lagers, welches im Devon entstand und sich von Maxen bis Berggießhübel erstreckt. Im Bereich östlich der Seidewitz ist die Kalkförderung seit 1596 durch die Nennung eines Kalckberg bey Nentmannsdorf belegt. Der erste Abbau erfolgte vor allem von ortsansässigen Häuslern und Gärtnern in kleinen offenen Brüchen. Verarbeitet wurde der Kalkstein in sog. Kalkschnellern (Brennöfen), von denen sich 1827 einer sowie eine Ziegelbrennerei im Vorwerk des Dorfes befanden. Der Weitertransport erfolgte dann weitgehend zur Elbe in Pirna, wo die Verschiffung erfolgte. Die insbesondere seit dem 18. Jahrhundert wachsende Nachfrage nach Bau- und Düngekalk brachte den Bauern ein zweites sicheres Einkommen und beschleunigte aufgrund des Arbeitskräftebedarfes das Einwohnerwachstum des Dorfes, auch wenn dieses Wachstum im Vergleich mit den benachbarten Dörfern bescheiden ausfiel. Der 1927 noch als aktiv beschriebene Abbau der bis zu 20 Meter mächtigen Kalklager am Biensdorfer Kalkberg ist heute eingestellt.
Auch die im 19. Jahrhundert aufblühende Strohflechterei ist wieder eingegangen.
Heute bietet Biensdorf, wie die anderen dörflichen Ortsteile Liebstadts auch, seinen etwa 180 Einwohnern nur ein bescheidenes Arbeitsplatzangebot in der Landwirtschaft bzw. in kleineren ansässigen Handwerks- und Dienstleistungsunternehmen. Ein Großteil der Einwohner pendelt zu den Arbeitsstätten im Umland. Das Vereinsleben wird einzig durch die Freiwillige Feuerwehr Großröhrsdorf bestimmt, welche einen Standort mit Feuerwehrhaus in Biensdorf hat.

### Entwicklung der Einwohnerzahl
| Jahr | Einwohnerzahl                             |
| ---- | ----------------------------------------- |
| 1551 | 10 besessene Mann, 31 Inwohner, 5 Gärtner |
| 1764 | 15 besessene Mann, 3 Gärtner, 3 Häusler   |
| 1816 | ca. 150                                   |
| 1834 | 148 in 24 Häusern                         |
| 1871 | 164                                       |
| 1890 | 169                                       |
| 1910 | 179                                       |
| 1939 | 153                                       |
| 1946 | 217                                       |

Quelle: Biensdorf im HOV Sachsen